# 栗田奈央子
栗田奈央子（くりた なおこ、1967年7月11日 - ）は、日本の総理府・総務官僚。

## 来歴
早稲田大学法学部卒業後、総理府・総務庁合同で入官。2002年7月、総務省大臣官房総務課長補佐。2003年5月、総務省行政評価局評価監視調査官。2004年4月、東京大学公共政策大学院に国内留学。2006年4月、内閣府男女共同参画局調査課調査官。2008年7月、内閣府賞勲局審査官。2010年7月、内閣府官民競争入札等監理委員会事務局参事官、公共サービス改革推進室参事官（併）、行政刷新会議事務局公共サービス改革担当事務局員（併）。2012年9月、総務省統計局統計調査部経済統計課長。2014年5月30日、内閣人事局内閣参事官。2016年6月17日、総務省統計局統計調査部国勢統計課長。2018年8月、内閣府調査課長、同年9月、内閣府男女共同参画局総務課長。2020年8月、内閣府大臣官房政策評価広報課長兼大臣官房政策立案支援室長。2021年7月1日、公害等調整委員会事務局次長。2022年6月28日、東北管区行政評価局長。2023年7月7日、近畿管区行政評価局長。2024年7月5日、統計研究研修所長。2025年7月1日、公害等調整委員会事務局長。